# 2017년 테헤란 테러
2017년 6월 7일 이란 테헤란의 루홀라 호메이니 묘와 이란 의회에서 테러가 발생하여 13명 이상이 사망하고 43명 이상이 부상당했다.
용의자 중에서 6명은 현장에서 숨졌고, 5명은 체포됐다. 이중 4명은 의회에서, 2명은 묘역에서 각각 사망했다. 사망자 중 5명은 남성이었고 1명은 묘역에서 자살한 여성이었다.

8일 이란 당국에서는 용의자들은 이란 국적의 이슬람 국가(IS)에 가담자로 확인되었으며, 테러로 인한 사망자는 17명, 부상자는 52명이라고 밝혔다.